# 信濃小路家
信濃小路家（しなのこうじけ）は、九条家の家司を代々努めた地下家。

## 概要
平安京の九条通付近にあった信濃小路が家名の由来。
江戸時代には九条幸家の命と勲功によって本姓を橘氏に改めている。
現在も大阪府に末裔とみられる一族が居住している。